# Барятинский, Даниил Афанасьевич
Боря́тинский (Баря́тинский) Даниил Афанасьевич (? — 1696) — российский военный и государственный деятель XVII века, воевода, окольничий, боярин. Представитель древнего княжеского рода Борятинских, сын князя, московского дворянина Афанасия Семёновича.

## Биография
Жилец, на службе в Туле в полку князя Григория Петровича Барятинского (1644). Жилец, дневал и ночевал на Государевом дворе (1646). Дворянин московский (1656).
Участник русско-польской войны 1654—1667, находился в полку под Юрьевым Польским (1656-1657). На службе, 3-й воевода в Смоленске (1659). В 1662 году разбил поляков при Благовичах (под Могилёвом). Воевода, ходил с ратными людьми под Витебск и в бою под Лукашками побил многих и в плен взял (1664). Воевода на Луках. писал Государю побеге полуполковника Вильяма Райта (1665). Находился в Витебске с Новгородским полком (1665). В 1670 был отправлен в Поволжье для подавления восстания Степана Разина. В течение октября «разбил их на восьми боях», снял осаду с Цивильска и Чебоксар, приступом взял Козьмодемьянск. Воевода в Томске (1673 -1677 и 1686), в окрестностях которого разгромил отряды киргизов (казахов) и калмыков. Пожалован в окольничии (1678). Второй воевода в Киеве, для предупреждения прихода Юрия Хмельницкого (1678). Воевода в Киеве (1679). Подписался на Соборном постановлении об уничтожения местничества (12 января 1682). В 1682 году со званием окольничего упоминается, как товарищ казанского воеводы. Велено сидеть в Ответной палате за ратными и земскими делами с бояриным, князем Василием Васильевичем Голицыным (1682). Воевода в Уфе (1683). Воевода в Новгороде (1685-1686). В 1686 году участвовал в первом Крымском походе. С Новгородским разрядом послан в Малороссийские города (1687).
В 1687 году — участник рады, избиравшей гетмана Мазепу. При Петре I возведен в боярство (12 октября 1688). Воевода в Казани (март-сентябрь 1689). Судья Владимирского приказа (1689). Воевода в Киеве (1695).
Один из крупнейших помещиков Брянского уезда: владел поместьями и вотчинами в сёлах Бойтичи, Жирятино, Хотылёво, деревнях и пустошах Комягиной, Творишичах, Павловичах, Глинищевой. Унаследовал после князя Фёдора Степановича Барятинского село Рождествено (Шерапово) Московского уезда. Купил вотчину села Сипягино и Пудово в Московском уезде (1678), которое после его смерти перешло брату Алексею Афанасьевичу.
Отличался большой набожностью. Вместе в братом Алексеем в 1694 году начал строительство храма Рождества Богородицы в Спасо-Поликарповом монастыре в Брянске, у стен которого и был погребен после своей смерти (1696).
Детей у Даниила Афанасьевича не было; все его владения унаследовали племянники — князья Пётр, Иван и Михаил.